# I'm the Fiddle Man
I'm the Fiddle Man je čtvrté sólové studiové album amerického rockového houslisty Papa John Creache, vydané v roce 1975.

## Seznam skladeb

### Strana 1
1. „I'm the Fiddle Man“ (Kevin Moore, John Lewis Parker, Papa John Creach) – 4:02
2. „Stardust“ (Mitchell Parish, Hoagy Carmichael) – 5:13
3. „Enjoy“ (Art Freeman, Roberta Talmage, Joyce Robbins) – 2:35
4. „The Rocker“ (Parker, Creach) – 2:37
5. „Jim Dandy“ (Gary St. Clair) – 4:08

### Strana 2
1. „Joyce“ (Freeman, Eddie Martinez) – 4:50
2. „I Know Where I'm Goin'“ (D. Gibbs) – 2:35
3. „Solitude“ (Edgar Delange, Irving Mills, Duke Ellington) – 3:33
4. „You Left Your Happiness“ (Eddie Williams, Triune) – 3:05
5. „Fiddlin' Around“ (Freeman, Martinez) – 3:40

## Sestava
- Papa John Creach – elektrické housle, zpěv
- Mark Leon – bicí, zpěv
- Kevin Moore – kytara, zpěv
- John Lewis Parker – klávesy, zpěv
- Holden Raphael – perkuse, zpěv
- Bryan Tilford – baskytara, zpěv
- Ginger Blake – doprovodný zpěv
- Maxine Willard – doprovodný zpěv
- Julia Tillman – doprovodný zpěv